# Death (ban nhạc)
Death là một ban nhạc death metal Mỹ thành lập năm 1983. Người sáng lập ban nhạc, Chuck Schuldiner, được coi như "người tiên phong trong death metal và grindcore". Ban nhạc không còn tồn tại sau khi Schuldiner qua đời vì ung thư não năm 2001.
Death được xem là một trong những band có ảnh hưởng nhất trong death metal. Album đầu tay của ban nhạc, Scream Bloody Gore, được mô tả như "chuẩn mực đầu tiên của death metal" và "ghi âm death metal thực thụ đầu tiên". Một nhà nghiên cứu tiểu sử đã gọi Schuldiner là "Cha đẻ của Death metal" trong khi một người khác tuyên bố rằng Schuldiner "được công nhận là người sáng lập thực sự của nền Death metal của Mỹ". Nhà nghiên cứu tiểu sử âm nhạc Garry Sharpe-Young cho rằng Death là "một ban nhạc phá vỡ các dòng nhạc... xoay quanh thủ lĩnh Chuck Schuldiner" và ban nhạc "sẽ trở thành một trong những band chủ chốt khời đầu cho trào lưu death metal".
Tuy nhiên, Schuldiner đã từ chối vinh dự đó, bằng cách nhấn mạnh trong một cuộc phỏng vấn với Metal-Rules.com, "Tôi không nghĩ tôi nên nhận danh tiếng từ death metal. Tôi chỉ là một thành viên của một ban nhạc, và tôi nghĩ Death là một metal band".
Tính đến năm 2008, Death đã bán được hơn 2 triệu album trên toàn thế giới, với hơn 500.000 bản bán ra của tháng 12 năm 2009 tại Mỹ (không bao gồm doanh số lớn trước thời SoundScan), khiến họ trở thành ban nhạc death metal bán chạy nhất trên toàn thế giới.

## Thời kì đầu(1983 - 1987)
Được thành lập vào năm 1983 bởi Chuck Schuldiner với tên ban đầu Mantas ở Orlando, Death được biết đến rộng rãi hơn, cùng với ban nhạc thrash metal Possessed của California, là một trong những ban nhạc tiên phong của death metal. Trong những năm cuối 80, ban nhạc đã góp phần định hình nên death metal, được thế giới thừa nhận với việc phát hành album tại nhiều khu vực.

## Những năm cuối (1993 - 2001)
Năm 1993, Reinert và Masvidal rời nhóm để tiếp tục với Cynic, Schuldiner không thể thuyết phục họ thay đổi ý kiến. Schuldiner thay thế họ bằng tay trống Gene Hoglan của thrash metal band mới giải thể Dark Angel, và làm việc với tay guitar Andy LaRocque từ King Diamond cho Individual Thought Patterns. LaRocque buộc phải làm việc với ban nhạc của mình, Schuldiner thuê một tay vô danh lúc bấy giờ là Ralph Santolla vào vị trí guitar tour diễn. Death ở đỉnh cao của sự thành công về mặt thị trường và danh tiếng, và video cho ca khúc The Philosopher thậm chí còn được đưa vào một tập phim Beavis & Butt-head vào năm 1994. Cũng trong năm 1994, Death từ bỏ mối quan hệ tám năm của họ với Relativity và ký kết với Roadrunner Records, nhà phát hành châu Âu của họ. Để ghi âm album Symbolic năm 1995, Santolla và DiGiorgio đã được trao đổi cho Florida nhạc sĩ underground Kelly Conlon và Bobby Koelble. Với Symbolic tour, Brian Benson được đưa vào vị trí bass (Conlon phải rời khỏi ban nhạc trước khi đi tour này do xung đột với Schuldiner).